# 庫濟明齊 (巴爾區)
48°57′45″N 27°40′51″E / 48.96250°N 27.68083°E
庫濟明齊（烏克蘭語：Кузьминці），是烏克蘭的村落，位於該國西南部文尼察州，由日梅林卡區負責管轄，始建於1500年，面積1.97平方公里，海拔高度287米，2001年人口955，人口密度每平方公里484.77人。